# Bank ha-po'alim
Banka ha-Po'alim (hebrejsky: בנק הפועלים, doslova „Dělnická banka“) je izraelská banka založená roku 1921. Jejími zakladateli byla Světová sionistická organizace a odborový svaz Histadrut, který banku až do jejího znárodnění v roce 1983 vlastnil. Až do roku 1996 byla banka ve státním vlastnictvím a v této době se stala největší bankou na izraelském trhu. V roce 1996 byla prodána skupině investorů vedených Tedem Arisonem.
K prosinci 2009 banka činila konsolidovaná aktiva banky 309,5 miliard šekelů a po celém světě zaměstnávala 13 821 zaměstnanců. Podle dat z roku 2010 byla Banka ha-Po'alim druhým největším bankovním ústavem v Izraeli podle výše celkových aktiv. K březnu 2011 je největší izraelskou bankou a její akcie jsou obchodované na Telavivské burze cenných papírů v rámci indexu TA-25.